# Astragalus idaeus
Astragalus idaeus är en ärtväxtart som beskrevs av Aleksandr Andrejevitj Bunge. Astragalus idaeus ingår i släktet vedlar, och familjen ärtväxter. Inga underarter finns listade i Catalogue of Life.